# Protesty w Somalii
Protesty w Somalii – antyrządowe protesty o charakterze społeczno-politycznym w Somalii przeciwko rządowi prezydenta Sheikha Sharifa Ahmeda i islamskim rebeliantom, toczącym wojnę domową. Rozpoczęły się 13 lutego 2011 roku pod wpływem udanych rewolucji w Tunezji i Egipcie.

## Protesty
13 lutego setki młodych ludzi przemaszerowało ulicami Mogadiszu w proteście przeciwko przeciągającym się walkom w stolicy.
15 lutego siły lojalne wobec prezydenta zaatakowały protestujących, zabijając 4 osoby i raniąc 11. Atak został potępiony przez klan Hawiye. Prezydent wezwał arenę międzynarodową do pomocy w opanowaniu zamieszek. 17 lutego, aresztowano pięć osób, podejrzanych za odpowiedzialność masakry protestujących. Premier Mohamed Abdullahi Mohamed przesłał kondolencje rodzinom ofiar.
Po zakończeniu protestów w Mogadiszu rozpoczęła się ofensywa międzynarodowych sił AMISOM w której zginęło kilkaset osób.